# Ba-Phalaborwa
Ba-Phalaborwa (officieel Ba-Phalaborwa Local Municipality) is een gemeente in het Zuid-Afrikaanse district Mopani.
Ba-Phalaborwa ligt in de provincie Limpopo en telt 150.637 inwoners. 

## Hoofdplaatsen
Het nationaal instituut voor de statistiek, Stats SA, deelt sinds de census 2011 deze gemeente in in 17 zogenaamde hoofdplaatsen (main place):
Ba-Phalaborwa NU • Ben Farm • Ga-Makhushane • Ga-Mashishimale • Ga-Selwana • Gravelotte • Kruger National Park • Leydsdorp • Mahale • Majeje • Maseke • Murchison • Namakgale • Nondweni • Phalaborwa • Priska-Majeje • Vuyelani.